# Neocyclops salinarum
Neocyclops salinarum – gatunek widłonoga z rodziny Halicyclopidae. Opisał go w 1927 roku brytyjski zoolog Robert Gurney, nadając mu nazwę Halicyclops salinarum. Miejsce typowe to jeden ze stawów solankowych w Kabret, tuż obok Kanału Sueskiego w Egipcie.